# Henry Bath

a Compétitions nationales et continentales officielles uniquement.

b Matchs officiels uniquement.
Alfred Henry Bath dit Henry Bath ou Harry Bath, né le 28 novembre 1924 à Brisbane (Australie) et mort le 4 octobre 2008 à Cronulla (Australie), est un joueur et entraîneur australien de rugby à XIII évoluant au poste de deuxième ligne ou de pilier dans les années 1940 et 1950.

## Biographie
Il commence sa carrière au sein de Souths dans le Championnat du Queensland qu'il remporte en 1945. Il rejoint ensuite le club de Balmain dans le Championnat de Nouvelle-Galles du Sud avec deux victoires en 1946 et 1947. En 1948, il se rend en Angleterre, tout d'abord à Barrow puis à Warrington avec lequel il remporte le Championnat d'Angleterre rn 1954 et 1955 ainsi que la Coupe d'Angleterre en 1950 et 1954. Il retourne en Australie en fin de carrière à St. George avec trois nouveaux titres de Championnat de Nouvelle-Galles du Sud en 1957, 1958 et 1959. En Angleterre, il est également sélectionné à plusieurs reprises dans l'équipe des Autres Nationalités et y remporte deux titres  de Coupe d'Europe des nations en 1953 et 1956. Il n'a jamais porté le maillot de l'équipe d'Australie en raison de son éloignement en Angleterre, toutefois malgré son retour réussi en 1957 où il détient le record de points marqués lors d'une finale en 1958 et fut le meilleur marqueur de points de la saison 1958, l'Australie préféra faire confiance à Norm Provan et Rex Mossop.
Après cette carrière sportive réussie, il devient entraîneur de rugby à XIII en prenant tout d'abord en main Balmain avec lequel il atteint à deux reprises la finale du Championnat de Nouvelle-Galles du Sud en 1964 et 1966. Parallèlement, il est sélectionneur de l'équipe d'Australie et remporte deux titres de Coupe du monde en 1968 et 1970 ajoutés d'une finale perdue contre la Grande-Bretagne en 1972. Enfin, il clôt sa carrière d'entraîneur à St. George avec deux ultimes titres de Championnat de Nouvelle-Galles du Sud en 1977 et 1979.

## Palmarès

### En tant que joueur
- Collectif :
  - Vainqueur de la Coupe d'Europe des nations : 1953 et 1956 (Autres Nationalités).
  - Vainqueur du Championnat de Nouvelle-Galles du Sud : 1946, 1947 (Balmain), 1957, 1958 et 1959 (St. George).
  - Vainqueur du Championnat d'Angleterre : 1954 et 1955 (Warrington).
  - Vainqueur du Coupe d'Angleterre : 1950 et 1954 (Warrington).
  - Vainqueur du Championnat du Queensland : 1945 (Souths).
  - Finaliste de la Coupe d'Europe des nations : 1950 et 1951 (Autres Nationalités).
  - Finaliste du Championnat d'Angleterre : 1949 et 1951 (Warrington).
  - Finaliste du Championnat du Queensland : 1942 (Souths).

- Individuel :
  - Meilleur marqueur de points du Championnat de Nouvelle-Galles du Sud : 1958 (St. George).

### En tant qu'entraîneur
- Collectif :
  - Vainqueur de la Coupe du monde : 1968 et 1970 (Australie).
  - Vainqueur du Championnat de Nouvelle-Galles du Sud : 1977 et 1979 (St. George).
  - Finaliste de la Coupe du monde : 1972 (Australie).
  - Finaliste du Championnat de Nouvelle-Galles du Sud : 1964 et 1966 (Balmain).